# Кондопожское общество
Кондопо́жское общество — сельское общество, входившее в состав Кондопожской волости Петрозаводского уезда Олонецкой губернии.

## Общие сведения
Согласно «Списку населённых мест Олонецкой губернии по сведениям за 1905 год» общество состояло из следующих населённых пунктов:
| №  | Населённый пункт | Расстояние до волостного правления в верстах | Количество семей | Всего жителей |
| -- | ---------------- | -------------------------------------------- | ---------------- | ------------- |
| 1  | Северный конец   | 0,25                                         | 31               | 276           |
| 2  | Кондопога        | 0                                            | 59               | 362           |
| 3  | Южный конец      | 1                                            | 17               | 160           |
| 4  | Улитина Новинка  | 8                                            | 45               | 274           |
| 5  | Голышева Новинка | 12                                           | 26               | 168           |
| 6  | Кулмукса         | 23                                           | 26               | 168           |
| 7  | Верхнезадняя     | 5                                            | 26               | 153           |
| 8  | Торп-ручей       | 10                                           | 1                | 9             |
| 9  | Тавой-гора       | 30                                           | 30               | 199           |
| 10 | Нигостров        | 10                                           | 20               | 105           |

Волостное правление располагалось в селении Кондопога.
В настоящее время территория общества относится в основном к Кондопожскому району Республики Карелия.